# Ciasto marchewkowe

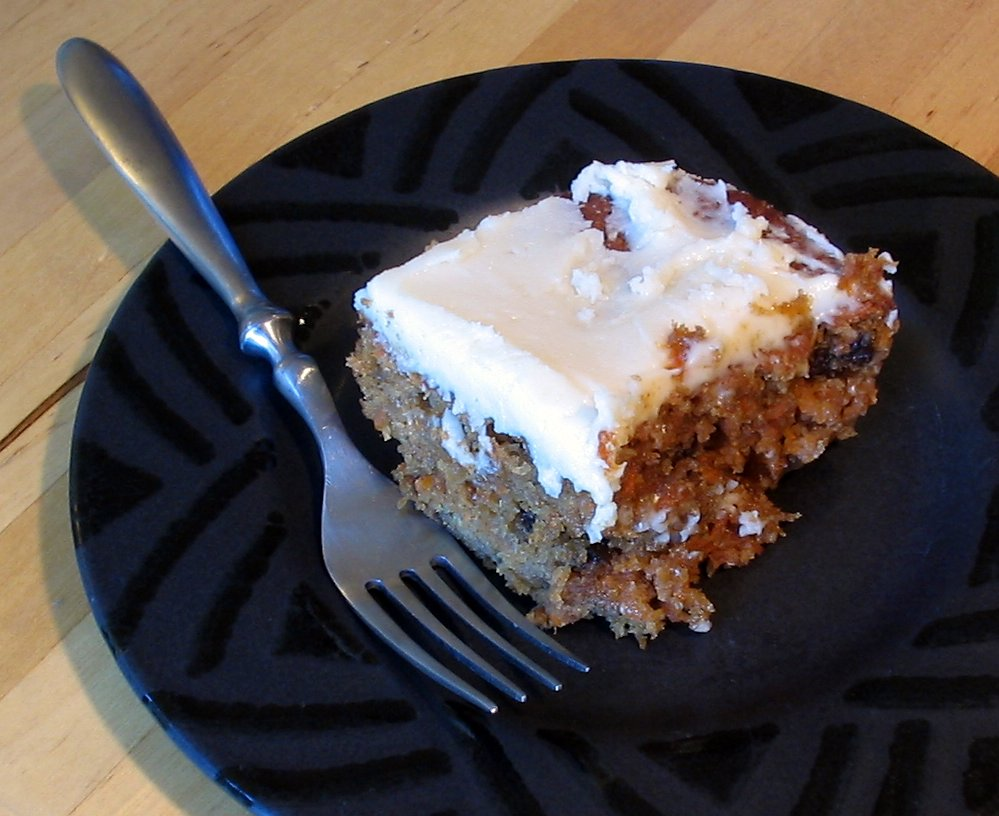
Ciasto marchewkowe

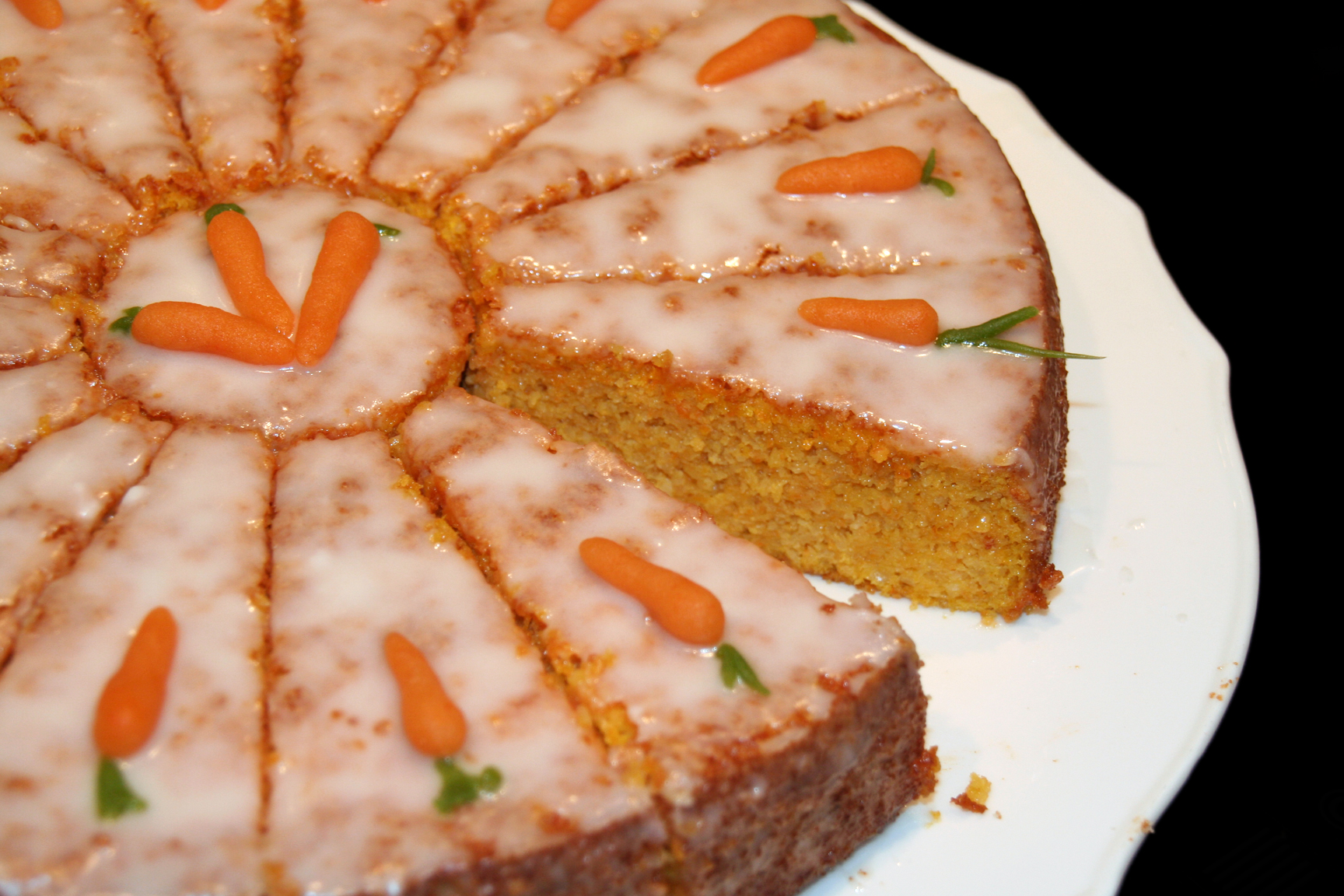
Szwajcarski placek Rüblitorte udekorowany lukrem i marchewkami z marcepanu

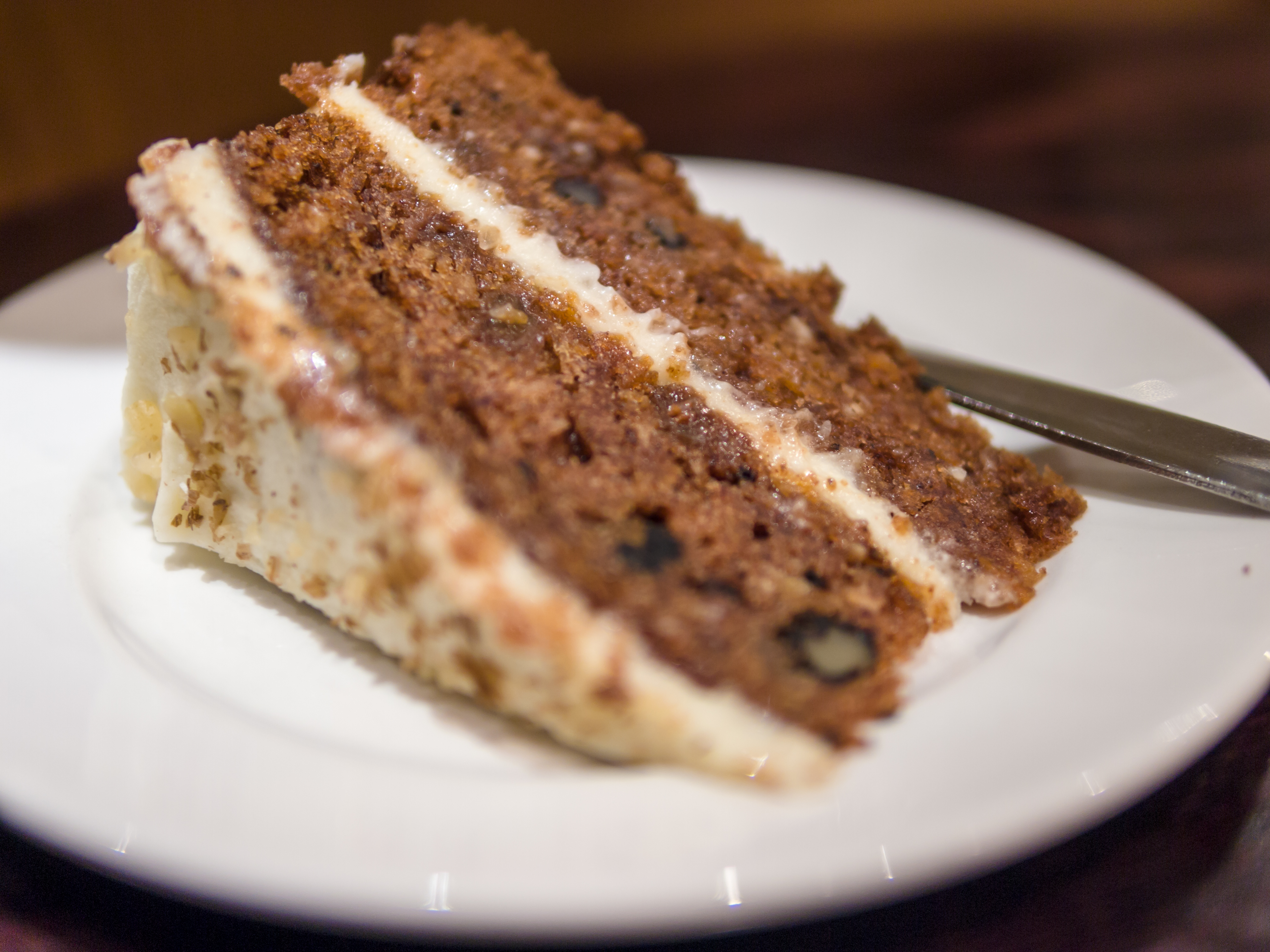
Kawałek tortu marchwiowego

Ciasto marchewkowe (z ang. carrot cake) – słodki placek z tartą marchewką, szczególnie popularny w krajach anglosaskich. Marchewka mięknie podczas pieczenia, nadając ciastu miękką, gęstą i wilgotną konsystencję.

## Składniki i sposób przyrządzania
Nazwa jest nieco myląca, ponieważ ciasto marchewkowe bardziej przypomina owocowy chleb, aniżeli tradycyjny, słodki placek: najpierw miesza się mokre składniki (tłuszcz, jajka oraz marchew), potem suche (mąkę, sodę, proszek do pieczenia, przyprawy, cukier), a ostatecznie łączy wszystko razem. Surowa masa nie jest gładka, raczej gęsta i grudkowata.
Lepiej smakuje ciasto z dodatkiem przypraw korzennych (cynamon, goździki, gałka muszkatołowa, kardamon), orzechów (laskowe, wiórki kokosowe) lub suszonych owoców. Należy je piec w temperaturze 180 °C przez około godzinę.

## Sposób podawania
Ciasto marchewkowe można jeść bez dodatków, jednak najczęściej podaje się je z lukrem, kremową polewą z serka śmietankowego (z ang. cream cheese), posypane kruszonymi orzechami. Czasem ozdabia się je płatkami z cukru przypominającymi marchewkę. Zazwyczaj piecze się je w prostokątnych, podłużnych lub okrągłych foremkach, a podaje pokrojone w kwadraty. W Stanach Zjednoczonych i w Wielkiej Brytanii ciasto marchewkowe można bez problemu kupić w sklepach spożywczych (wersja z przedłużoną datą ważności) lub w cukierniach (świeże).

## Historia
Marchewka była używana jako składnik wypieków już w średniowieczu. Biorąc pod uwagę fakt, że cukier był wówczas towarem drogim i trudno dostępnym, a zawartość cukru w marchewce jest znacznie wyższa niż w jakimkolwiek innym warzywie (poza burakiem cukrowym), stosowano ją, aby wzbogacić smak deserów. Ciasto marchewkowe przeżyło renesans w Wielkiej Brytanii podczas drugiej wojny światowej jako konsekwencja racjonowania żywności.
W latach sześćdziesiątych moda na ciasto marchewkowe ogarnęła Stany Zjednoczone. Niskobudżetowy produkt szybko zyskał sympatię Amerykanów i stał się jednym z popularniejszych deserów dostępnych w większości kafejek i restauracji. 
W Szwajcarii podobną, regionalną potrawą jest placek Rüblitorte.

## Kuchnia polska
W kuchni polskiej wśród popularnych przepisów na piernik są takie, w których miód zastępuje się marchwią – jest to tzw. piernik marchwiowy. Ciasto o nazwie Piernik z marchwi, wypiekane w województwie łódzkim w okolicach Dmosina i Głowna, zostało wpisane 3 marca 2008 na Listę produktów tradycyjnych polskiego Ministerstwa Rolnictwa i Rozwoju Wsi. 
Wśród polskich tradycyjnych wypieków znajdują się też inne ciasta z marchwi, zwykle doprawiane cynamonem:
- 17 stycznia 2011 ciasto o nazwie kaszubski kuch marchewny, wypiekane w województwie pomorskim, zostało wpisane na Listę produktów tradycyjnych polskiego Ministerstwa Rolnictwa i Rozwoju Wsi[2]. W specyfikacji opisano je jako lekko wilgotne, w smaku słodkie, o zapachu marchwi i cynamonu[2]. Przyrządza się je ze startej marchwi, mąki, jaj, oleju, cukru, bakalii, kakao i cynamonu[2]. Nadmiar soku z marchwi wykorzystuje się do przyrządzenia polewy na ciasto[2].
- 11 września 2013 na Listę... wpisany został „wilijnik” – ciasto z tartych buraków, marchwi, siekanych orzechów, jaj, cukru, oleju, mąki, cynamonu, soli i sody oczyszczonej[3][4]. Wilijnik jest wypiekiem wigilijnym, wytwarzanym na terenie gminy Sieniawa (woj. podkarpackie, powiat przeworski)[3][4].
- 3 marca 2017 na tę samą listę trafiło kujawskie ciasto marchewkowe, wypiekane w województwie kujawsko-pomorskim[5]. Jego zapach „przypomina ciasto piernikowe” a smak opisany jest jako „biszkoptowy z wyczuwalnym posmakiem marchwi i cynamonu”[5]. Kujawski wypiek składa się ze startej marchwi, mąki, jaj, oleju, cukru, cynamonu i startej skórki z cytryny[5]. Polukrowane jest na wierzchu białym lukrem[5].

Na Mazowszu (Przesmyki) i Lubelszczyźnie wytwarza się wypieki (strucle, pierogi, bułeczki etc.) z nadzieniem marchwiowo-makowym zwane marchwiakami (zob. lubelski marchwiak z makiem).